# José Hugo Medina
José Hugo Medina o simplemente José "Tato" Medina (Campo Santo, 14 de junio de 1945 - San Miguel de Tucumán, 14 de mayo de 2019) fue un futbolista argentino que se desempeñó en la posición de defensor.

## Trayectoria
Nació un 14 de junio de 1945, en Campo Santo, General Güemes, provincia de Salta, y sus padres eran empleados del ferrocarril (levanta barrera), y por cuestiones de trabajo se afincó en Tucumán, desde muy chico.
Comenzó a jugar al fútbol en el Club Tucumán Central de Villa Alem, casi frente de su casa paterna. A los 9 años murió su padre. Luego por sus condiciones recaló en Atlético Tucumán, y antes de los 20 años llegó a Estudiantes de La Plata de la mano de Osvaldo Zubeldía en 1964. Fue partícipe de "La Tercera que Mata", equipo de juveniles "pinchas" que se ganó dicho apodo por vencer en 24 de los 34 partidos que disputó en la categoría.
“Tato” Medina como futbolista se metió en ese famoso equipo que ganó todo. A nivel nacional fue campeón del Metropolitano de 1967. A nivel internacional ganó la Copa Interamericana 1968, tres Copas Libertadores de América (1968, 1969 y 1970) y la Copa Intercontinental 1968. Nada más, ni nada menos que seis vueltas olímpicas en menos de tres años. También Estudiantes de La Plata en esa época ganó el Trofeo Luis Otero (España- 1967), Triangular Palma de Mallorca (España- 1967), y el Trofeo Fiesta de Elche (España- 1969). Fue campeón también con Quilmes, del Metropolitano de 1978, donde en el mano a mano, relegó al Boca Juniors de Juan Carlos Lorenzo.

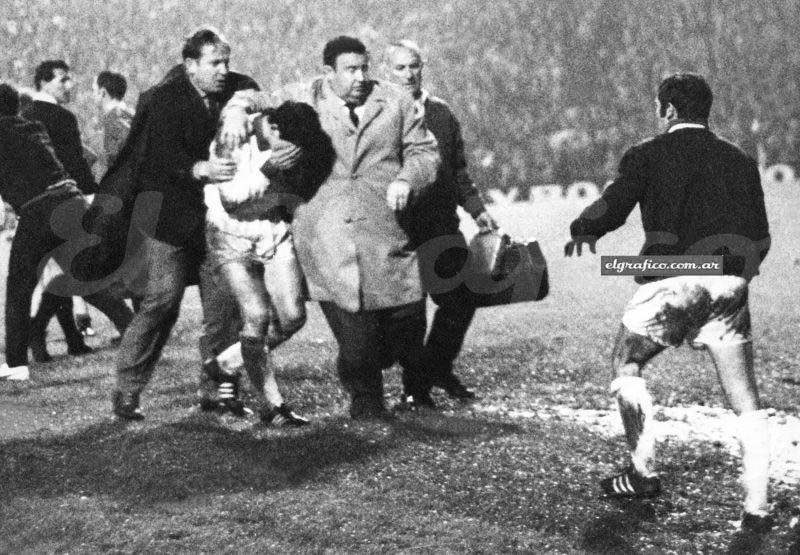
José "Tato" Medina expulsado contra Manchester United (Copa Intercontinental 1968)

Pero su rica historia a nivel mundial lo tuvo como una principal figura en un equipo donde sobraban las figuras. De suplente de Eduardo Luján Manera, el “Tato” tras una lesión del marcador de punta se quedó como titular del conjunto de Zubeldía, donde jugaban entre otros Carlos Salvador Bilardo, Juan Ramón Verón, Carlos Pachamé, Jorge Solari, Néstor Errea, Rubén Pagnanini, Oscar Pezzano, Marcos Conigliaro y Néstor Togneri, donde en una noche del 27 de mayo de 1970, se consagraron tricampeones de América en el Estadio Centenario de Uruguay ante Peñarol. El partido de ida ganó el Pincha 1 a 0, y el segundo ante 60.000 personas se empató 0 a 0, en una noche caliente del fútbol.
Ya como entrenador recibido, tiene un mérito poco conocido. Fue campeón de la Copa Nike en el 2004 con la octava división de Estudiantes de La Plata ante Inglaterra. 
Después fue ayudante de campo del “Piojo” José Yudica, en San Lorenzo de Almagro y Belgrano de Córdoba. En 1985, llegó al Club Comercio Central Unidos de Santiago del Estero para dirigir a la comisión directiva, luego pasó por el Club Unión Santiago en 1991, 1992 y 1993, y también fue entrenador de Central Córdoba. Campeón en todos lados, y con un grupo de jugadores de primera categoría en la “Fusión” llegando a definir el pasaporte al Nacional B con Gimnasia y Esgrima de Jujuy.
José “Tato” Medina, también tuvo su filial con su nombre en la provincia de Santiago del Estero de Estudiantes de La Plata.

## Objetivo: Marcar a George Best

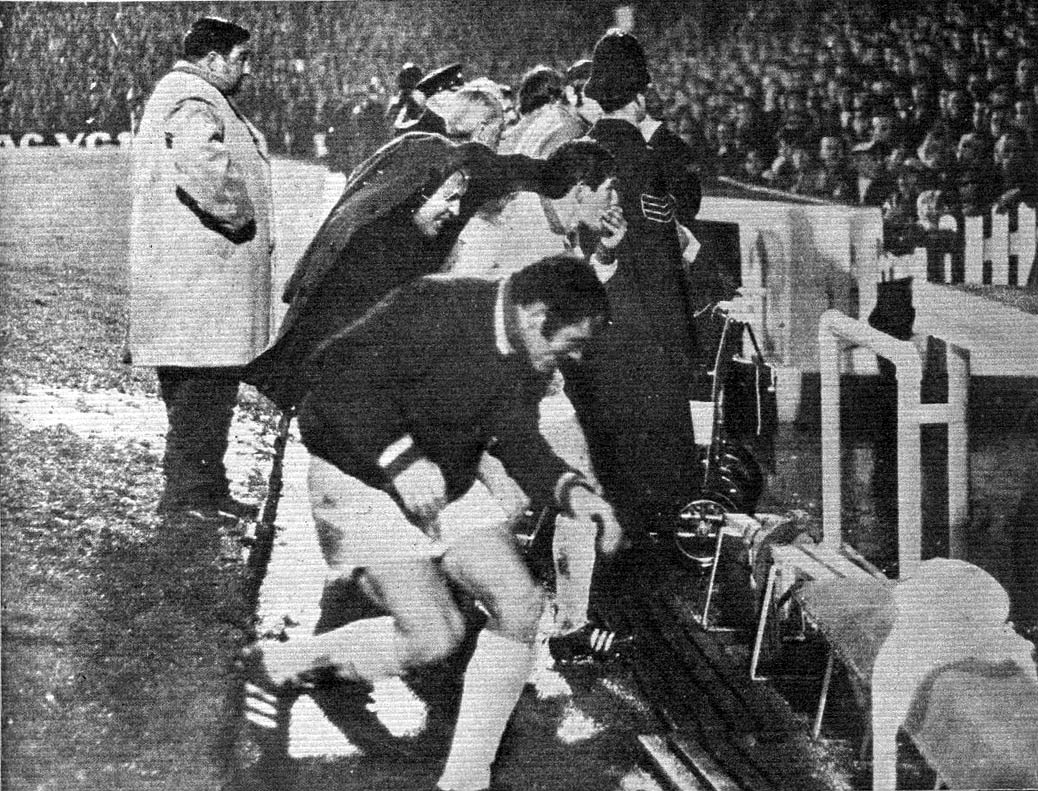
José "Tato" Medina expulsado y agredido por la tribuna de Manchester United (Copa Intercontinental 1968)

En la gran final de la Copa del Mundo de clubes de 1968, la historia se definió en Inglaterra, en el Estadio Old Trafford, un 16 de octubre, donde los pronósticos no eran favorable para nada. En el partido de ida en la Bombonera, había ganado el Pincha 1-0 con tanto de Marcos Conigliario.
Estudiantes realizó una proeza histórica al empatar con el Manchester 1 a 1, donde “Tato” Medina no lo dejó mover a George Best. En ese partido de laboratorio, la “Bruja” Verón puso el 1-0 de cabeza, y en el cierre mismo del partido lo igualó Willie Morgan. Medina jugó el partido de su vida, y se fue expulsado al final, pero ya había cometido su doble objetivo, al llevarlo también a las duchas a Best.
Ni Denis Law, ni Bobby Charlton y mucho menos George Best, pudieron digerir que la vuelta olímpica sea de Estudiantes de La Plata, en el “Teatro de los Sueños”. Esa noche formó con Poletti, Malbernat, Aguirre Suárez, Medina (expulsado), Bilardo, Pachamé, Madero, Ribaudo (Echecopar), Conigliaro, Togneri y Verón.
Tras esa conquista, José "Tato" Medina le dijo a un medio gráfico que “Los sueños muchas veces se cumplen. Hay que estar preparado para todo. Estudiantes es una escuela. Fue una noche perfecta, donde demostramos que fuimos los mejores del mundo, en una definición sencillamente espectacular. Le gane al Manchester en la caldera del Diablo”, sentenció.

## Palmarés

### Campeonatos nacionales
| Título           | Club             | País      | Año    |
| ---------------- | ---------------- | --------- | ------ |
| Primera División | Estudiantes (LP) | Argentina | M-1967 |

### Campeonatos internacionales
| Título                | Club             | Sede       | Año  |
| --------------------- | ---------------- | ---------- | ---- |
| Copa Libertadores     | Estudiantes (LP) | Montevideo | 1968 |
| Copa Intercontinental | Estudiantes (LP) | Mánchester | 1968 |
| Copa Interamericana   | Estudiantes (LP) | Montevideo | 1969 |
| Copa Libertadores     | Estudiantes (LP) | La Plata   | 1969 |
| Copa Libertadores     | Estudiantes (LP) | Montevideo | 1970 |